# Marian Kowal
Marian Kowal (ur. 30 października 1946 w Sieniawie) – polski polityk, poseł na Sejm X kadencji (1989–1991).

## Życiorys
Ukończył w 1979 studia na Akademii Ekonomicznej we Wrocławiu. Pracował jako księgowy, dyrektor Zespołu Opieki Zdrowotnej w Dzierżoniowie oraz jako sekretarz Rady Nadzorczej Spółdzielni Mieszkaniowej. W 1980 wstąpił do Niezależnego Samorządnego Związku Zawodowego „Solidarność”. Od grudnia 1983 do lutego 1984 był pozbawiony wolności z powodów politycznych.
W 1989 został posłem na Sejm X kadencji z ramienia Komitetu Obywatelskiego z okręgu świdnickiego. Sygnatariusz Forum Prawicy Demokratycznej, do 1993 należał do Kongresu Liberalno-Demokratycznego.
W 2006 uzyskał mandat radnego gminy Dzierżoniów z listy Prawa i Sprawiedliwości. Z funkcji tej zrezygnował w 2007, gdy decyzją premiera został pełniącym obowiązki wójta tej gminy; stanowisko to zajmował przez kilka miesięcy. W 2010 i w 2014 wybierano go do rady powiatu dzierżoniowskiego z listy lokalnego komitetu.

## Odznaczenia
W 2013, za wybitne zasługi dla przemian demokratycznych w Polsce, za osiągnięcia w działalności państwowej i publicznej, odznaczony Krzyżem Kawalerskim Orderu Odrodzenia Polski. W 2019 odznaczony Krzyżem Wolności i Solidarności.